# Neogramscianismus
Neogramscianismus ist eine Schule in den Studien zu Internationalen Beziehungen und der Internationalen Politischen Ökonomie, die den langwährenden Stillstand zwischen der Denkschule des Realismus und den liberalen Theorien zu durchbrechen versucht. Sie stützt sich in ihrem kritischen Ansatz auf die politische Philosophie des italienischen Kommunisten Antonio Gramsci.
Der ehemalige Direktor des Internationalen Instituts für Arbeitsfragen der Internationalen Arbeitsorganisation (ILO), Robert W. Cox, hat als erster die politische Philosophie Antonio Gramscis für das Verständnis der internationalen Beziehungen fruchtbar gemacht.

## Wissenschaftsverständnis des Neogramscianismus
Der Neogramscianismus beruht auf einem post-positivistischen Wissenschaftsverständnis.
Robert W. Cox unterteilt hierzu die Theorien der internationalen Beziehungen in problem-solving theories und critical theories. Erstere gehen davon aus, dass bestimmte Eigenschaften der bestehenden Weltordnung permanent sind. Innerhalb dieser versuchen sie dann isolierte Probleme zu lösen. Kritische Theorien hingegen nehmen die bestehende Weltordnung nicht als gegeben hin, sondern stellen sie in Frage. Zum einen, wie sie entstanden ist, was ihr momentaner Ist-Zustand ist und zum anderen, wie und wer sie verändern könnte.

## Kulturelle Hegemonie
Der Hegemonie-Begriff ("kulturelle Hegemonie") des Neogramscianismus unterscheidet sich insofern von den klassischen Theorien der internationalen Beziehungen, als dass darunter nicht die ökonomische bzw. militärische Dominanz eines einzelnen Landes innerhalb des Staatensystems verstanden wird. Hegemonie ist vielmehr die Fähigkeit der herrschenden Klasse, ihre Interessen und Überzeugungen zu universalisieren, damit breite Gesellschaftsschichten diese als erstrebenswert erachten, auch wenn sie ihren persönlichen Interessen entgegenstehen. Hegemonie ist zum Beispiel dann erreicht, wenn sämtliche Beschäftigte dem Satz "Wenn es der Wirtschaft gut geht, geht es allen gut" zustimmen würden.

## Ebenen und Elemente von Hegemonie
Der Kampf um kulturelle Hegemonie artikuliert sich im Gegensatz zum klassischen Gramscianismus nicht mehr nur auf nationaler Ebene, sondern findet auf drei Ebenen statt: innerhalb der gegebenen Produktionsverhältnisse, auf der Ebene der Staaten und der existierenden Weltordnung. Dies geschieht mittels folgender Elemente von Hegemonie: Materielle Kapazitäten (Produktionsmittel), Ideen (Theorien und Ideologien) und Institutionen (Verträge, Organisationen).

## Historischer Block
Gelingt einer dominanten Klasse die Herausbildung einer Hegemonie mittels aller Elemente auf allen Ebenen des internationalen Systems, so sprechen die Vertreter des Neogramscianismus in Anlehnung an Gramsci von einem historischen Block. In den letzten Jahrzehnten bildete sich ein Block aus Managern, Geschäftspersonen, Akademikern und Staatsvertretern heraus, der auf den Wertvorstellungen des Neoliberalismus basiert. Robert W. Cox und Stephen Gill bezeichnen diesen Block wahlweise als transnational capitalist class oder transnational managerial class. Eine wichtige Rolle bei der Formierung dieses historischen Blocks spielen auf der einen Seite informelle Kreise, wie die Mont Pèlerin Society oder die Trilaterale Kommission, aber auch internationale Organisationen wie der Internationale Währungsfonds, die Weltbank und internationale Wirtschaftsschulen, in denen der Nachwuchs dieser Klasse ausgebildet wird.

## Disziplinierender Neoliberalismus und Neuer Konstitutionalismus
Trotz seiner starken Dominanz ist es dem Neoliberalismus bisher nicht gelungen, kulturelle Hegemonie im Sinne von Antonio Gramsci zu erlangen. Die bisherige Universalisierung seines Gedankengutes kann seine Widersprüche nicht überlagern. Hier sind besonders zu nennen:
- Diskrepanz zwischen Macht des Kapitals und seiner demokratischen Kontrolle
- Intensivierung der Disziplin am Arbeitsplatz bei gleichzeitiger Prekarisierung und Marginalisierung von Arbeitsverhältnissen
- Ausdehnung der neoliberalen Disziplin auf Bereiche, die früher vor dem Zugriff des Marktes geschützt waren

Die Hegemonie des Neoliberalismus basiert deshalb zunehmend nicht mehr auf Konsens, sondern Zwang. Stephen Gill spricht von einem disziplinierenden Neoliberalismus, der zunehmend sämtliche Bereiche des Lebens der Marktdisziplin unterwirft. Auf politisch-institutioneller Ebene wird dieser disziplinierende Neoliberalismus durch einen neuen Konstitutionalismus verankert. Dieser versucht politische Entscheidungen zu entdemokratisieren und eine neoliberale Politik durch internationale Abkommen zu zementieren. Ein Beispiel hierfür ist das Maastrichtkriterium (siehe EU-Konvergenzkriterien), welches nationale Regierungen zu fiskalischer Disziplin zwingt und eine alternative Wirtschaftspolitik unmöglich macht.

## Kritik am Neogramscianismus
- Sachzwänge des kapitalistischen Systems werden unter- und Handlungsmöglichkeiten der darin agierenden Akteure überschätzt
- Dominanz des kapitalistischen Systems basiert überwiegend auf Zwang und nicht auf Konsens
- Neogramscianer tendieren teilweise zu einer Elitenfixierung und vernachlässigen darüber hinaus den Einfluss anderer Akteure
- Die Rolle der Nationalstaaten wird zu Gunsten der internationalen Zivilgesellschaft marginalisiert. Staaten spielen bei vielen Neogramscianern nur noch eine untergeordnete Rolle (quasi als "Transmissionsriemen") und haben innerhalb der existierenden Weltordnung kaum Handlungsspielräume

## Neogramscianische Analysen
Weitere von Gramsci inspirierte Analysen finden sich beim kanadischen Politikwissenschaftler Stephen Gill und in Deutschland z. B. bei Hans-Jürgen Bieling, Jochen Steinhilber, Erik Borg und Christoph Scherrer. Die zentrale Kategorie zur Analyse von Herrschaft bildet bis heute die Hegemonie. Hegemonie ist nach Gramsci eine Form politischer Herrschaft, die auf Konsens beruht. Mit dem Hegemonie-Begriff knüpft der Neogramscianismus an die Debatte um den Niedergang der US-amerikanischen Hegemonie seit den 70er Jahren an ("American Decline"). Stephen Gill untersuchte die Trilaterale Kommission als Beispiel für die Rolle transnationaler Politiknetzwerke für die Herausbildung neoliberaler Hegemonie in den internationalen Beziehungen (vgl. Gill 1990). Neuere Arbeiten untersuchen den politischen Charakter von Globalisierung.
Antonio Gramsci ist nur eine wichtige Quelle für diese Richtung, es werden weiters auch Eric Hobsbawm, Karl Polanyi, Karl Marx, Max Weber, Niccolò Machiavelli dazu gezählt, sowie, als jüngere Quellen auch Max Horkheimer, Theodor W. Adorno, Michel Foucault, Jacques Derrida und Stuart Hall. Diese Richtung wird oft als die kritische Theorie Internationaler Beziehungen bezeichnet.